# N650 (België)
De N650 is een gewestweg in de Belgische provincie Luik. De weg verbindt de N648 in Froidthier ten zuiden van Aubel met de N627 bij Mortroux. De route heeft een lengte van ongeveer 9 kilometer en ligt in het dal van de Berwinne.

## Plaatsen langs de N650
- Froidthier
- Val-Dieu
- Neufchâteau
- Mortroux